# Kontanthjælp
Kontanthjælp (tidligere kaldet bistandshjælp) er en offentlig ydelse i Danmark, der gives til borgere, der ellers ikke vil være i stand til at forsørge sig selv eller deres familie. Kontanthjælpen er principielt en universel rettighed for alle borgere, som opfylder nogle  lovbestemte kriterier. Disse kriterier har undergået løbende ændringer, bl.a. ved en lovændring i februar 2012, hvor starthjælpen og andre såkaldte fattigdomsydelser blev afskaffet. Den 18. april 2013 blev der indgået en bred politisk aftale om en grundlæggende reform af kontanthjælpssystemet, der bl.a. omfattede indførelsen af nyttejob. Den 1. januar 2014 blev kontanthjælpen afskaffet for alle unge under 30 år uden en erhvervskompetencegivende uddannelse, og erstattet af uddannelseshjælp, hvor grundydelsen er på niveau med SU.
Størrelsen af kontanthjælpen afhænger blandt andet af, om man har forsørgelsespligt over for børn. Ens ægtefælles eller samlevers indkomst og formue påvirker også, hvor meget man kan modtage i kontanthjælp. I 2014 kan man for eksempel få op til 14.203 kroner om måneden, hvis man er over 30 år og har forsørgerpligt. Man kan få op til 10.689 kroner om måneden, hvis man ikke har børn og er over 30 år. Hjælpen skal dække udgifter til bolig, faste udgifter, kost, tøj m.v.
Bistandsloven blev indført den 1. april 1976 og indeholdt tre hovedformer for ydelser: rådgivning, kontanthjælp og serviceydelser. Den blev i 1998 erstattet af Lov om social service. 
I december 2013 var der i alt 165.000 kontanthjælpsmodtagere i Danmark.

## Kriterier for tildeling af kontanthjælp
Kontanthjælp er en social ydelse for borgere, som ekstraordinært ikke kan forsørge sig selv eller ens familie på grund af en indtruffen social begivenhed (f.eks. efter partners dødsfald eller i forbindelse med skilsmisse, separation, barsel, arbejdsløshed eller langvarig sygdom). Man skal være tilmeldt jobcentret for at kunne få kontanthjælp, ligesom man skal modtage de job- og aktiveringstilbud, der kommer. Gør man ikke det, mister man retten til kontanthjælp. 
Formue er for eksempel penge og værdier, som let kan omsættes til penge – også ejendom, bil og sommerhus anses som formue. For enlige må ens formue ikke være over 10.000 kroner og for ægtefæller er beløbet på over 20.000 kroner. Man skal desuden have boet i Danmark i 7 ud af 8 år og haft ordinær arbejde i 2½ år ud af de 8 år. (Gælder ikke EU borgere). Reglerne for at få kontanthjælp står i lovgivningen.
Udlændinge fra lande uden for EU/EØS kan få kontanthjælp, hvis de opholder sig lovligt i Danmark og ligeledes opfylder en række betingelser. Herudover beror adgangen til kontanthjælp for udlændinge på en individuel vurdering. Som udgangspunkt kan udlændinge modtage kontanthjælp hvis de ikke kan forsørge sig selv, har lovligt ophold i Danmark, er tilmeldt som ledig i det lokale jobcenter og benytter sig af de aktiveringstilbud, der tilbydes.

### Klager og sanktioner
Klageinstansen i kontanthjælpssager er Ankestyrelsen – tidligere var det De Sociale Nævn i Statsforvaltningen. Snyder man med sin kontanthjælp fx ved at tjene penge ved siden af sin indtægt, betegnes det som socialt bedrageri. Dette er strafbart og medfører fortabelse af retten til kontanthjælp, samtidig med, at det uberettiget modtagne beløb skal tilbagebetales. I grove tilfælde kan socialt bedrageri straffes med en ubetinget fængselsstraf.

## Kontanthjælpsreform
Den 25. februar 2013 præsenterede beskæftigelsesminister Mette Frederiksen regeringens udspil for en reform af kontanthjælp. Nedenfor ses hovedelementerne i udspillet:
1. "Unge under 30 år uden uddannelse skal ikke længere være en del af kontanthjælpssystemet. De skal i stedet have ret og pligt til uddannelse. De får en ny ydelse – uddannelseshjælp – på niveau med SU."
2. "Unge, der ikke er klar til at gå i gang med en uddannelse, opretholder samme ydelse som i dag, når de deltager i aktive tilbud, der kan bringe dem tættere på målet om uddannelse."
3. "Alle bliver mødt med klare krav og forventninger. De, der kan, skal arbejde for deres ydelse og bidrage til fællesskabet i nyttejob."
4. "Alle skal have en indsats. Ingen bliver overladt til sig selv. Det såkaldte matchsystem bliver afskaffet og erstattet af en individuel indsats med udgangspunkt i den enkeltes kompetencer og konkrete udfordringer."
5. "Enlige forsørgere og unge mødre skal have særlig støtte og økonomisk hjælp til at komme i uddannelse."
6. "Samlevende får gensidig forsørgerpligt, så kontanthjælpssystemet afspejler de moderne samlivsformer og familiemønstre. I dag gælder forsørgerpligten kun, hvis man er gift."

Udspillet førte efterfølgende til en aftale mellem Regeringen Helle Thorning-Schmidt og Venstre, Dansk Folkeparti, Det Konservative Folkeparti og Liberal Alliance om en grundlæggende en reform af kontanthjælpssystemet, som hvilede på et effektivt sanktionssystem mod personer, der ikke opfylder kravene om aktivt at søge job.

## Tal og fakta
I december 1996 var 187.600 personer på kontanthjælp, hvilket var 2,4 procent færre end i samme måned året før. Ved udgangen af 1996 var 22,8 procent af kontanthjælpsmodtagerne i aktivering mens 21,8 procent var aktiverede i 1995. Den 1. juli 1998 blev bistandsloven erstattet af Lov om social service, hvilket blandt andet indebar at aldersgrænsen for hurtig aktivering, dvs. efter 13 ugers sammenhængende ledighed, blev hævet fra 25 til 30 år. I årene 2000-2005 modtog flere end 400.000 danskere kontanthjælp i kortere eller længere tid. Lidt over 10 procent (omkring 40.000 personer) modtog kontanthjælp i mindst 5 år og 24 procent (omkring 100.000 personer) modtog kontanthjælp i mindst 3 år.
I 2008 var antallet af kontanthjælpsmodtagere på 199.000 personer – som modtog ydelsen i kortere eller længere tid og i 2010 var antallet af kontanthjælpsmodtagere på 172.400 personer. En opgørelse fra Arbejdsmarkedsstyrelsen i januar 2012, viste at 6.100 danskere havde haft kontanthjælp som eneste forsørgelsesgrundlag uafbrudt i de seneste 10 år. I september 2012 modtog 170.483 personer kontanthjælp.